# Walter Magrutsch
Walter Magrutsch (* 16. Juli 1929 in Zistersdorf; † 16. Juni 2014 in Wien) war ein österreichischer Botschafter.

## Leben
Walter Magrutsch trat 1954 in den auswärtigen Dienst ein. Von 1954 bis 1955 wurde er in der Abteilung auswärtige Angelegenheiten des Bundeskanzleramts beschäftigt. Von 1955 bis 1956 war er in Neu-Delhi tätig, von 1956 bis 1961 in Bonn und von 1961 bis 1964 im Außenministerium beschäftigt. 1964 wechselte er nach Prag, wo er bis 1969 verblieb. Von 1969 bis 1974 wurde er in der Osteuropaabteilung des Außenministeriums beschäftigt. Von 1974 bis 1978 war er Botschafter in Ottawa und von 1978 bis 1981 in Brasilia. Von 1982 bis 1987 leitete er die Abteilung IV/3 und die Sektion IV, Rechts- und Konsularwesen, des Bundesministerium für auswärtige Angelegenheiten.
Von 10. Dezember 1987 bis 11. Dezember 1993 war er Ambassador to the Court of St James’s.
Er war seit 1949 Mitglied der katholischen Studentenverbindung KaV Norica Wien.
Magrutsch wurde am Döblinger Friedhof bestattet.